# Rugosophysis hudepohli
Rugosophysis hudepohli är en skalbaggsart som först beskrevs av Reé Michel Quentin och Jean François Villiers 1981.  Rugosophysis hudepohli ingår i släktet Rugosophysis och familjen långhorningar.
Artens utbredningsområde är Filippinerna. Inga underarter finns listade i Catalogue of Life.